# Dolmen et tertre funéraire de Dignas
Le dolmen et tertre funéraire de Dignas est un site préhistorique situé sur le causse de Sauveterre, sur le territoire de la commune de Gorges du Tarn Causses, dans le département de la Lozère en France.

## Dolmen
Le dolmen a été fouillé vers 1880 par le docteur Prunières. Le dolmen est inséré dans un tumulus de 14 m de diamètre. Le dolmen comportait à l'origine un court vestibule délimité par deux orthostates. Lors de la dernière phase d'utilisation, à l'Âge du bronze, l'une de ces deux dalles a été réutilisée comme dalle de fermeture transformant le dolmen en un coffre mégalithique. La chambre mesure 2,53 m de long, le sol est recouvert par un pavage constitué d'une seule dalle monolithique. La dalle de couverture (3,97 m de long sur 2,91 m de large et 0,29 m d'épaisseur) a été brisée lors des fouilles du docteur Prunières. Son poids est estimé à plus de 8 tonnes.
Deux fragments de pointes de flèches en silex et un fragment d'un petit vase hémisphérique découverts lors d'une étude préalable à la restauration du dolmen ont été attribués à Âge du cuivre mais le dolmen fut réutilisé au Bronze final comme l'atteste la découverte de poteries.

## Tertre funéraire
Le tertre est situé à environ 30 m au sud-ouest du dolmen. C'est une petite structure funéraire qui était destinée à l'incinération collective des défunts. La structure est constituée d'un petit bâtiment de plan carré, ouvert côté sud, renfermant une construction, probablement en bois, sur laquelle on devait disposer un lit horizontal en bois destiné à supporter les défunts et leur matériel d'accompagnement. Plusieurs structures du même type ont été découvertes dans les Grands Causses.
Au Bronze final, le tertre a été réutilisé pour la double inhumation d'une femme et d'un adolescent. le corps féminin fut déposé sur le dos, la tête tournée vers l'adolescent, lui-même couché sur la flanc gauche. L’adolescent portait un bracelet en bronze au poignet droit. La femme comportait plusieurs bijoux : un bracelet constitué d'une dizaine de perles en bronze au poignet droit, un collier composé de perles (60 en bronze, 3 en ambre, 1 en jayet) et d'un bouton en bronze, et une parure en bronze de type résille sur la tête constituée de 18 perles rubanées, 30 tubes et 6 boutons. La disproportion notable des éléments de parure entre la femme et l'adolescent traduit probablement un écart de statut social. 